# David Gasman
David Alan Gasman (ur. 27 września 1960 w Seattle) – amerykański aktor, reżyser i tłumacz wielu kreskówek i gier wideo, często podkłada głos do gier komputerowych i sporadycznie występuje w filmach aktorskich. Jest aktorem amerykańskiego pochodzenia, lecz aktualnie mieszka w Paryżu we Francji. Jego najsłynniejszą rolą jest postać Raymana z serii gier pod tym samym tytułem.

## Role

### Filmy aktorskie
- 2010: Pozdrowienia z Paryża – niemiecki turysta / głos
- 2008: Largo Winch – Alexander Meyer
- 2008: Showdown of the Godz – Jesse
- 2005: Le pouvoir inconnu – facet w czerni
- 2004: Immortal – kobieta pułapka – klient w barze
- 1995: Jefferson in Paris – arystokrata

### Animacje
- 2009: Psotny pies Monk – Monk
- 2009: Artur i zemsta Maltazara – król
- 2005: Kod Lyoko – Jim Morales / Herb Pichon / William Dunbar

### Głos w grach video
- 2010: Heavy Rain – Szalony Jack / Hassan / Paco Mendez / klown w centrum handlowym / grabarz / przechodzień
- 2009: Rabbids Go Home – ludzie
- 2008: Rayman Raving Rabbids TV Party – Rayman
- 2006: Test Drive Unlimited – różne głosy
- 2005: Fahrenheit – Lucas Kane / Tyler Miles
- 2003: XIII – Willard / inni mężczyźni / członkowie konspiracji
- 2003: Beyond Good & Evil – Pey'j
- 2003: Rayman 3: Hoodlum Havoc – Rayman
- 2002: Platoon – Geroge Whitemore
- 2002: Rayman Rush – Rayman
- 2001: Rayman M / Arena – Rayman
- 2001: Alone in the Dark: Koszmar powraca – Edward Carnby
- 2001: Dracula 2: The Last Sanctuary – Jonathan Harker
- 2000: Dracula: The Resurrection – Jonathan Harker
- 1999: Rayman 2: The Great Escape – Rayman / Polokus (wersja angielska)
- 1999: Outcas – Cutter Slade
- 1999: Omikron: The Nomad Soul – główny bohater
- 1997: Dark Earth – główny bohater
- 1997: Little Big Adventure 2 – główny bohater